# Umánanda
Umánanda (ásámsky উমানন্দ, anglicky Umananda) je říční ostrov na Brahmaputře ve města Guváhátí v indickém svazovém státě Ásámu. Na Brahmaputře se jedná o nejmenší obydlený ostrov.
Jméno Umánanda je složením jednoho z jmen bohyně Párvatí a slova znamenajícího radost. Podle indické mytologie totiž tento ostrov vytvořil pro radost své manželky Párvatí bůh Šiva. Podle purány Káliká Purána zde také Šiva svým třetím okem spálil Kámadevu, když ho vyrušil při meditaci. Z tohoto příběhu je odvozen další název ostrova  ভস্মাঞ্চল। (Bhasmáňčal). V éře Britské Indie byl ostrov nazýván Peacock Island (Paví ostrov).
V roce 1694 zde král Čupátfá z dynastie Áhom nechal postavit Šivovi hinduistický chrám, takzvaný Umánandský chrám. Ten byl velmi poničen při zemětřesení v roce 1897, ale později byl znovu opraven a kombinuje višnuismus a šivaismus. Zdobí jej zobrazení Ganéši, Šivy, Párvatí, Višny a dalších indických bohů a je nejdůležitějším cílem návštěvníků ostrova.
V letech 1984-2020 žila na ostrově uměle vysazená populace hulmanů zlatých. Převládajícím stromem ostrova je tamarind indický.